# Dissidia Final Fantasy
Dissidia Final Fantasy (яп. ディシディア ファイナルファンタジー дисидиа файнару фантадзи:) — видеоигра для PlayStation Portable, разработанная и изданная Square Enix в 2008 году. За первую неделю продаж было продано 489,126 копий.
Игра представляет собой файтинг с персонажами ряда игр Final Fantasy. В ней 20 игровых персонажей — по одному положительному и отрицательному герою из каждой из десяти первых частей серии, с Final Fantasy по Final Fantasy X, а также 2 секретных, положительный из Final Fantasy XI и отрицательный из Final Fantasy XII, каждый из которых обладает уникальными навыками и приёмами. Игроки могут экипировать героя оружием, шлемом, бронёй и т. д. Два игрока могут соединить свои консоли через Wi-Fi и сразиться в поединке друг с другом.

## Игровой процесс
Сражения в Dissidia Final Fantasy проходят на трёхмерной площадке, где персонажи могут выполнять специальные манёвры, чтобы повредить своего врага. Многие предметы и ландшафт разрушаемые, и этим можно воспользоваться. 

Как и во многих играх, цель игрока — убить противника, снизив его ЗД (HP) до нуля. Каждому персонажу в начале боя даётся определённое количество Воли (Баллы Воли, BP, Brave Points), после каждой ранящей атаки «» счётчик обнуляется, и наполнятся до определённой планки. (зависит от Уровня (Lv.) и снаряжения Персонажа) Чем больше Воли, тем сильнее атака. Если использовать волевую атаку «», то ЗД противника не уменьшается, зато его Воля перекачивается вам. Если у противника Воля падает до нуля (Слом, Break mode) то вы получаете волю арены, а ранящая атака противника не нанесёт вам урона, однако быстро наполнит его счётчик воли.
В игре существует 2 магазина. Новые вещи в них появляются по мере прохождения игры.

### PP Catalog
Здесь можно купить злодеев (хотя в сюжетной линии против них и сражаются, покупать их нужно для сражения в обычных битвах), улучшение бонусов (в зависимости, от дня может возрастать количество опыта полученного в битвах, например), и многое другое, не имеющее к битвам особенного значения.
Сами PP приобретаются в битвах не зависимо от её исхода. Зайти в PP Catalog можно из главного меню.

### Gil Shop
В этом магазине можно покупать снаряжения для персонажей. Стоит заметить, что далеко не каждую вещь может надеть тот или иной герой. Приобретают здесь вещи не только просто за Gil, но и за обмен, то есть чтобы получить одну вещь надо отдать несколько других вещей. В отличие от PP Catalog, здесь вещи можно и продавать. Сами Gil получают, в случае победы в битве. Зайти в магазин можно из любого меню настройки (англ. Customization) персонажа.

## Сюжет
Космос (англ. Cosmos) богиня гармонии, Хаос (англ. Chaos) бог разрушения. Хрупкое равновесие было нарушено и два бога собрали героев из всех миров, чтобы свести их в жестокой битве между добром и злом. Слуги хаоса получили огромную силу, и герои почти пали. Чаша весов склонилась в тёмную сторону, миры были разорваны на куски. Но остались выжившие, которые решили дать отпор силам тьмы — их судьба была предрешена.

## Персонажи
Игра объединяет главных героев и злодеев Final Fantasy, каждому из них отведена своя роль в этой игре, но цель одна. Сюжет требует, чтобы игрок прошёл первую часть игры за каждого героя. Всего в игре 22 персонажа, 11 добрых и 11 злых, два из них секретные, которыми поиграть можно будет только после окончания основного сюжета (можно будет сразиться и против главного злодея, но только
против него). 

Специальные атаки и комбо-удары могут быть настроены в меню персонажа. Также, после боёв они получают Опыт (Exp) и гил (gil, валюта в FF). 

У каждого есть своя специальная трансформация (С-Форма, или EX Mode). Например, Сефирот из Final Fantasy VII после активации С-Формы получает чёрное крыло (как в Crisis Core и в финале оригинальной игры на PSX), при успешной ранящей атаке () возможно сделать финальное комбо, которое требует нажатия определённой комбинации клавиш (для каждого персонажа разные). Также Сефирот получает способность «Жестокий Ангел» (Heartless Angel) которая уменьшает Волю врага до 1, но блокирует поступление Воли ему самому. Сесил может по своему желанию превращаться из Тёмного Рыцаря в Паладина и наоборот. Также создатели оснастили персонажей дополнительными костюмами, которые можно купить в магазине за ПБ (PP). При этом, некоторые из костюмов являются просто перекрашенной версией основного костюма, в то время как другие - полноценным альтернативным видом (например, у персонажа Cloud основной костюм соответствует основной игре Final Fantasy 7, в то время как альтернативный - облику персонажа из аниме Final Fantasy 7 - Advent Children)

### Список Персонажей
| Герои                                   | Оригинальная Игра      | Японский Актёр озвучивания | Английский Актёр озвучивания |
| --------------------------------------- | ---------------------- | -------------------------- | ---------------------------- |
| Воин Света (англ. Warrior of Light)     | Final Fantasy          | Тосихико Сэки              | Грант Джордж                 |
| Фирион (англ. Firion)                   | Final Fantasy II       | Хикару Мидорикава          | Джонни Ёнг Бош               |
| Луковый рыцарь (англ. Onion Knight)     | Final Fantasy III      | Дзюн Фукуяма               | Аарон Спанн                  |
| Сесил Харви (англ. Cecil Harvey)        | Final Fantasy IV       | Сидзума Ходосима           | Юри Ловенталь                |
| Барц Клаузер (англ. Bartz Klauser)      | Final Fantasy V        | Соитиро Хоси               | Джейсон Списак               |
| Терра Брэнфорд (англ. Terra Branford)   | Final Fantasy VI       | Юкари Фукуй                | Натали Лэндер                |
| Клауд Страйф (англ. Cloud Strife)       | Final Fantasy VII      | Такахиро Сакураи           | Стив Бёртон                  |
| Скволл Леонхарт (англ. Squall Leonhart) | Final Fantasy VIII     | Хидэо Исикава              | Даг Эргольц                  |
| Зидан Трайбал (англ. Zidane Tribal)     | Final Fantasy IX       | Роми Паку                  | Брайс Пейпенбрук             |
| Тидус (англ. Tidus)                     | Final Fantasy X        | Масакадзу Морита           | Джеймс Арнольд Тэйлор        |
| Шантотто (англ. Shantotto)              | Final Fantasy XI       | Мэгуми Хаясибара           | Кенди Мило                   |
| Космос (англ. Cosmos)                   | Dissidia Final Fantasy | Суми Симамото              | Кетлин МакИнерней            |

| Злодеи                                | Оригинальная Игра      | Японский Актёр озвучивания | Английский Актёр озвучивания |
| ------------------------------------- | ---------------------- | -------------------------- | ---------------------------- |
| Гарланд (англ. Garland)               | Final Fantasy          | Кэндзи Уцуми               | Кристофер Сабат              |
| Император (англ. Emperor)             | Final Fantasy II       | Кэню Хориути               | Кристофер Кори Смит          |
| Облако Тьмы (англ. Cloud of Darkness) | Final Fantasy III      | Масако Икэда               | Лора Бэйли                   |
| Голбез (англ. Golbez)                 | Final Fantasy IV       | Такэси Кага                | Питер Бекмен                 |
| Эксодес (англ. Exdeath)               | Final Fantasy V        | Таро Исида                 | Джеральд Риверс              |
| Кефка Палаццо (англ. Kefka Palazzo)   | Final Fantasy VI       | Сигэру Тиба                | Дейв Виттенберг              |
| Сефирот (англ. Sephiroth)             | Final Fantasy VII      | Тосиюки Морикава           | Джордж Ньюберн               |
| Ультимеция (англ. Ultimecia)          | Final Fantasy VIII     | Ацуко Танака               | Тасайя Валенца               |
| Куджа (англ. Kuja)                    | Final Fantasy IX       | Акира Исида                | Джей Ди Каллам               |
| Джект (англ. Jecht)                   | Final Fantasy X        | Масуо Амада                | Грегг Бергер                 |
| Габрант (англ. Gabranth)              | Final Fantasy XII      | Акио Оцука                 | Кит Фергюсон                 |
| Хаос (англ. Chaos)                    | Dissidia Final Fantasy | Норио Вакамото             | Кит Девид                    |

## Немного из истории игры
6 апреля 2007 года компания Square Enix зарегистрировала марку «Dissidia», и не было никакого намёка на Final Fantasy. Некоторые фанаты стали предполагать, что игра будет входить в серию Fabula Nova Crystallis Final Fantasy XIII. Окончательно всё стало известно 8 мая 2007, когда Dissidia Final Fantasy обзавелась своим официальным японским сайтом. 

Игра была разработана Ёсинори Китасэ, музыка написана Такэхару Исимото (в создании саундтреков принимала участие группа Your Favorite Enemies), созданием видео занялся Такэси Нодзуэ. 

Тэцуя Номура — ответственный за персонажей, которые были созданы по иллюстрациям Ёситаки Амано. Номура дал интервью японскому журналу «Фамицу», где сообщил, что Тидус будет моложе, чем в Final Fantasy X, а также то, что на роль злодея был выбран Джект вместо Сеймура. Хотя Сеймур появлялся чаще в игре, но Джект, как отец Тидуса, подошёл на роль гораздо лучше.

## Отзывы
| Сводный рейтинг | Сводный рейтинг |
| Агрегатор       | Оценка          |
| --------------- | --------------- |
| GameRankings    | 81,06 %         |